# 2112 (album)
| Recensione | Giudizio |
| ---------- | -------- |
| AllMusic   |          |

2112 è il quarto album in studio del gruppo musicale canadese Rush, pubblicato nel marzo 1976 dalla Mercury Records.
Registrato e missato presso i Toronto Sound Studios di Toronto, il disco rappresenta il primo significativo successo commerciale del gruppo: nel 1995 2112 è stato certificato tre volte disco di platino dalla RIAA. Le date di Toronto del successivo tour di supporto dell'album furono registrate e pubblicate nel settembre del 1976 sotto il nome di All the World's a Stage.

## Descrizione
Reduci dall'inaspettato insuccesso del lavoro precedente i Rush con 2112, nonostante non abbiano adottato una formula commerciale, hanno raggiunto il primo significativo successo di vendite, proprio in un momento cruciale per la loro carriera: secondo Neil Peart infatti "Se non fosse andato bene, non saremmo andati avanti". Anche se la matrice dominante dell'album è sicuramente l'hard rock, la struttura della title track si avvicina (come già alcuni pezzi del precedente Caress of Steel) a quelle tipiche di gruppi progressive come Yes o Genesis e 2112 viene considerato a tutti gli effetti un disco di rock progressivo. 2112 è l'ultimo album in studio della cosiddetta prima fase della discografia del gruppo, caratterizzata appunto da sonorità hard rock. Nell'omonimo celebre brano, la voce stridula di Geddy Lee, i tecnici assoli di Alex Lifeson e la batteria di Neil Peart creano le atmosfere spaziali che fanno da sfondo a una storia ambientata in un futuro distopico in cui la musica è stata bandita, il testo di Peart trae ispirazione dagli scritti di Ayn Rand. I restanti brani hanno invece una durata e struttura più convenzionali. The Twilight Zone è stata composta e registrata nell'ultimo giorno dedicato alle sessioni di registrazione dell'album.
Secondo le recensioni la band, insensibile alle pressioni della etichetta discografica, ha realizzato un album contenente canzoni come Overture, The Temples of Syrinx e A Passage to Bangkok caratterizzate da una scrittura di alta qualità, che hanno attratto molti nuovi fan, portando al successo tutto l'album. Considerato il primo vero classico dei Rush, 2112 brilla per la perfetta fusione tra rock progressivo e hard rock, e dimostra una abilità tecnica del trio decisamente elevata.
Sul retro di copertina dell'album appare per la prima volta un simbolo che diventerà poi uno dei logo storici del gruppo, un uomo nudo di schiena di fronte a un pentacolo, opera di Hugh Syme.
2112, in abbinamento con Moving Pictures, è stato pubblicato nel giugno 2010 come DVD e BluRay della serie di documentari Classic Albums della Eagle Rock Entertainment.
Il disco è incluso nel libro di Robert Dimery 1001 Albums You Must Hear Before You Die (ovvero "I 1001 album da ascoltare prima di morire").
L'intera suite 2112 è presente nel videogioco Guitar Hero: Warriors of Rock. Tra le varie parti del brano vengono proposti dei filmati che hanno l'intento di narrare al meglio la storia della canzone.
Nel giugno del 2015 la rivista Rolling Stone ha collocato l'album alla ventiduesima posizione dei 50 migliori album progressive di tutti i tempi.

## Tracce
Testi di Neil Peart, musiche di Geddy Lee e Alex Lifeson, eccetto dove indicato.
1. 2112 – 20:34
2. A Passage to Bangkok – 3:34
3. The Twilight Zone – 3:17
4. Lessons – 3:51 (testo: Alex Lifeson)
5. Tears – 3:31 (testo: Geddy Lee)
6. Something for Nothing – 3:59

## Formazione
Gruppo
- Geddy Lee – basso, voce
- Alex Lifeson – chitarra
- Neil Peart – batteria, percussioni

Altri musicisti
- Hugh Syme – ARP Odyssey (intro della traccia 1),[12] mellotron (traccia 5)

## Classifiche
| Classifica (1976) | Posizione massima |
| ----------------- | ----------------- |
| Stati Uniti       | 61                |

## Principali edizioni e formati
2112 è stato pubblicato nel corso degli anni in varie edizioni, ristampe e formati; queste le principali:	
- 1976, Mercury Records, formato: LP, MC, 8-Tracks
- 1987, Mercury Records, formato: CD
- 1993, Mobile Fidelity Sound Lab, formato: CD oro 24k
- 1997, Mercury Records, formato: CD, rimasterizzato
- 2012, Mercury Records, formato: CD, DVD, Blu ray, rimasterizzato, deluxe edition
- 2015, Mercury Records, formato: LP (vinile 200 g.), rimasterizzato
- 2016, Mercury Records, formato: doppio CD + DVD, triplo LP (vinile 200 g.), rimasterizzato, 40th anniversary edition
- 2011, Mercury Records, all'interno del cofanetto Sector 1, formato: CD, rimasterizzato

### Deluxe edition e 40th anniversary edition
L'edizione deluxe è stata pubblicata il 18 dicembre 2012 in diverse versioni (CD + DVD, CD + BluRay oppure CD + BluRay e libretto a fumetti). Essa presenta:
- la copertina rivisitata, molto differente da quella originale
- la versione rimasterizzata in 5.1 delle tracce originali
- versioni live inedite dei brani Overture, The Temples of Syrinx (Northland Coliseum, Edmonton – 25 giugno 1981) e A Passage to Bangkok (Manchester Apollo, Manchester – 17 giugno 1980)
- artwork ampliato, arricchito da foto inedite, note aggiuntive, racconti a fumetti legati ad ogni traccia, testi manoscritti da Neil Peart

L'edizione 40th anniversary è stata pubblicata il 16 dicembre 2016 in varie versioni (doppio CD + DVD, triplo LP, oppure in tutti i formati nella versione "super deluxe edition"). Essa presenta:
- la copertina rivisitata (diversa dall'originale e dalla versione del 2012)
- la versione rimasterizzata delle tracce originali presso gli Abbey Road Studios
- varie versioni di brani interpretate da altri artisti, alcuni anche in versione video
- versioni dal vivo di brani precedentemente mai pubblicate, interviste
- versione video del concerto del 1976 a Passaic